# Harcèlement sexuel sur le lieu de travail en droit suisse
En droit suisse, on entend par harcèlement sexuel sur le lieu de travail tout comportement à caractère sexuel ou fondé sur l'appartenance sexuelle, ressenti comme importun par la personne visée et portant atteinte à sa dignité.
En font partie les remarques désobligeantes et équivoques sur l’apparence d’une femme ou d’un homme, les remarques sexistes, les commentaires grossiers, le comportement sexuel ou l’orientation sexuelle[pas clair], les menaces, pressions, l'abus de pouvoir, les avances sexuelles, les contacts corporels non souhaités, la présentation de matériel pornographique, ainsi que les abus sexuels, la contrainte sexuelle et le viol,,.

## Situation juridique
L'interdiction de discriminer a été inscrite en 1981 dans l'ancienne Constitution fédérale (art. 4, al. 2 aCst.) et reprise à l’article 8, alinéa 2, de la version révisée de 1999.
L'interdiction du harcèlement sexuel sur le lieu de travail figure dans la loi fédérale sur l’égalité entre femmes et hommes du 24 mars 1995. Elle constitue l’un des éléments, dans cette loi, qui visent à proscrire la discrimination et promouvoir l’égalité dans la vie professionnelle.
Il existe encore d'autres dispositions légales interdisant le harcèlement sexuel, soit l'article 328, al. 1, du Code des obligations, les articles 193, 197 et 198 du Code pénal ainsi que l’article 6, al. 1, de la loi sur le travail.
À l'exception du Code pénal, ces dispositions légales s’appliquent exclusivement aux employeurs, dans le cadre de leur responsabilité en matière de protection de la personnalité, de l'intégrité psychique et physique et de la santé des travailleurs.

## Prévention
Tant le législateur que la pratique tablent sur l’interdiction légale mais beaucoup aussi sur la prévention. Depuis le milieu des années 1990, une série de mesures et d’instruments de prévention du harcèlement sexuel ont été introduits en Suisse. 
La prévention incombe à la direction de l'entreprise. Elle repose sur trois grands piliers, à savoir : 
- Informer les membres du personnel de ce que recouvre le harcèlement sexuel ;
- Faire savoir par une déclaration de principe que le harcèlement sexuel n’est pas toléré dans l’entreprise, que les victimes bénéficieront d'un soutien et que des sanctions seront prises à l'encontre des coupables ;
- Désigner des personnes à qui les membres du personnel peuvent s’adresser.

Sont notamment mis à disposition des employeurs :
- Informations à l'intention des employeurs[12] ;
- Présentation destinée à informer le personnel[13] ;
- Une liste de spécialistes harcèlement sexuel[14].

## Recours judiciaires
L'article 4 de la loi sur l'égalité définit le harcèlement et l’article 5 traite des droits ainsi sur son fondement, une personne harcelée peut requérir le tribunal de constater l’existence d’une discrimination – le harcèlement sexuel étant considéré comme telle dans ladite loi – et de faire en sorte qu’elle ne se reproduise plus. La personne harcelée est protégée par l'article 10 relatif à la protection contre le congé durant la procédure de plainte. 
L'employeur peut se voir contraint de verser une indemnité pour harcèlement ainsi qu’une deuxième à titre de dommages-intérêts et réparation du tort moral.

## Chiffres et faits
Une enquête menée en 2007 à l’échelon national révèle que 28 % des femmes et 10 % des hommes interrogés ont été victimes de harcèlement sexuel ou la cible de comportements analogues au cours de leur vie professionnelle. Selon les trois quarts de ces femmes, les auteurs étaient des hommes, qui généralement ont agi seuls mais parfois en groupe. Elles rapportent fréquemment avoir aussi été la cible de groupes mixtes (hommes et femmes), mais rarement de femmes.
Les hommes ont été dans la moitié des cas environ harcelés par des hommes (seuls ou en groupes), dans un quart environ par des femmes et dans un dernier quart par des groupes mixtes. Les coupables sont en premier lieu des collègues de travail, et souvent des clients. Les responsables hiérarchiques figurent au troisième rang. Les femmes déclarent plus fréquemment que les hommes avoir été importunées par des responsables hiérarchiques. Dans le cas des hommes, en revanche, il s’agissait le plus souvent de subalternes.

### Bases légales
- Constitution fédérale de la Confédération suisse (Cst.) du 18 avril 1999 (état le 1er janvier 2020), RS 101, art. 8.
- Code pénal suisse (CP) du 21 décembre 1937 (état le 1er juillet 2020), RS 311.0, art. 198.

Droit du travail
- Loi fédérale sur l’égalité entre femmes et hommes (LEg) du 24 mars 1995 (état le 1er juillet 2020), RS 151.1, art. 4.
- Code des obligations (CO) du 30 mars 1911 (état le 30 avril 2020), RS 220, art. 328.
- Loi sur le travail (LTr) du 13 mars 1964 (état le 9 décembre 2018), RS 822.11, art. 6.